# Campeonato Europeu de Atletismo Sub-23 de 2015
O Campeonato Europeu de Atletismo Sub-23 de 2015 foi a 10ª edição do campeonato, organizado pela Associação Europeia de Atletismo (AEA) para atletas que não completaram seu 23º aniversário em 2015. A competição ocorreu em  Tallinn, na Estônia, entre 8 e 12 de julho de 2015. Foram disputadas 44 provas no campeonato, no qual participaram 986 atletas de 46 nacionalidades. Foram quebrados 3 recordes do campeonato. 

## Resultados
Esses foram os resultados do campeonato. 
Masculino
| Evento                       | Ouro                                                                                  | Ouro     | Prata                                                                               | Prata    | Bronze                                                                            | Bronze   |
| ---------------------------- | ------------------------------------------------------------------------------------- | -------- | ----------------------------------------------------------------------------------- | -------- | --------------------------------------------------------------------------------- | -------- |
| 100 m                        | Giovanni Galbieri · Itália                                                            | 10.33    | Denis Dimitrov · Bulgária                                                           | 10.34    | Guy-Elphège Anouman França                                                        | 10.39    |
| 200 m                        | Karol Zalewski · Polónia                                                              | 20.49    | Leon Reid · Grã-Bretanha                                                            | 20.63    | Jan Jirka · Chéquia                                                               | 20.82    |
| 400 m                        | Thomas Jordier França                                                                 | 45.50    | Pavel Ivashko · Rússia                                                              | 45.73    | Luka Janežic · Eslovênia                                                          | 45.73    |
| 800 m                        | Artur Kuciapski · Polónia                                                             | 1:48.11  | Saúl Ordóñez · Espanha                                                              | 1:48.23  | Žan Rudolf · Eslovênia                                                            | 1:48.47  |
| 1.500 m                      | Marc Alcalá · Espanha                                                                 | 3:44.54  | Mohad Abdikadar Sheikh Ali · Itália                                                 | 3:44.91  | Neil Gourley · Grã-Bretanha                                                       | 3:45.04  |
| 5.000 m                      | Ali Kaya · Turquia                                                                    | 13:20.16 | Isaac Kimeli · Bélgica                                                              | 13:54.33 | Carlos Mayo · Espanha                                                             | 13:55.19 |
| 10.000 m                     | Ali Kaya · Turquia                                                                    | 27:53.38 | Mikhail Strelkov · Rússia                                                           | 28:53.94 | Yassine Rachik · Itália                                                           | 28:53.95 |
| 110 m com barreiras          | David Omoregie · Grã-Bretanha                                                         | 13.63    | Javier Colomo · Espanha                                                             | 13.73    | Lorenzo Perini · Itália                                                           | 13.86    |
| 400 m com barreiras          | Patryk Dobek · Polónia                                                                | 48.84    | Jussi Kanervo · Finlândia                                                           | 49.66    | Nicolai Hartling · Dinamarca                                                      | 50.02    |
| 3.000 m com obstáculo        | Mitko Tsenov · Bulgária                                                               | 8:37.79  | Viktor Bakharev · Rússia                                                            | 8:40.75  | Osama Zoghlami · Itália                                                           | 8:42.00  |
| 20 km marcha atlética        | Nikolay Markov · Rússia                                                               | 1:23:49  | Álvaro Martín · Espanha                                                             | 1:24:51  | Pavel Parshin · Rússia                                                            | 1:25:56  |
| Revezamento 4 x 100 metros   | França Guy-Elphège Anouman Mickaël-Meba Zézé Ken Romain Stuart Dutamby Pierre Chalus* | 39.36    | Chéquia · Marcel Kadlec · Michal Desenský · Jan Jirka · Zdeněk Stromšík             | 39.38    | Rússia · Aleksandr Yeliseyev · Dmitriy Sychev · Denis Ogarkov · Kirill Chernukhin | 39.46    |
| Revezamento 4 x 400 metros   | França Ludvy Vaillant Alexandre Divet Nicolas Courbière Thomas Jordier                | 3:04.92  | Polónia · Kajetan Duszyński · Patryk Dobek · Bartłomiej Chojnowski · Karol Zalewski | 3:05.35  | Alemanha · Jakob Krempin · Alexander Gladitz · Torben Junker · Marc Koch          | 3:05.97  |
| Salto em altura              | Ilya Ivanyuk · Rússia                                                                 | 2.30     | Dmitriy Kroyter · Israel                                                            | 2.24     | Eugenio Meloni · ItáliaChris Kandu · Grã-Bretanha                                 | 2.21     |
| Salto com vara               | Robert Renner · Eslovênia                                                             | 5.55     | Leonid Kobelev · Rússia                                                             | 5.55     | Adrián Vallés · Espanha                                                           | 5.50     |
| Salto em distância           | Fabian Heinle · Alemanha                                                              | 8.14     | Radek Juška · Chéquia                                                               | 8.00     | Bachana Khorava · Geórgia                                                         | 7.97     |
| Salto triplo                 | Dmitriy Chizhikov · Rússia                                                            | 17.05    | Georgi Tsonov · Bulgária                                                            | 16.77    | Ilya Potaptsev · Rússia                                                           | 16.46    |
| Arremesso de peso (6 kg)     | Filip Mihaljević · Croácia                                                            | 19.35    | Bob Bertemes · Luxemburgo                                                           | 19.29    | Andrzej Regin · Polónia                                                           | 19.08    |
| Arremesso de disco (1,75 kg) | Alin Firfirica · Roménia                                                              | 60.64    | Wojciech Praczyk · Polónia                                                          | 58.96    | Róbert Szikszai · Hungria                                                         | 58.82    |
| Arremesso de martelo (6 kg)  | Nick Miller · Grã-Bretanha                                                            | 74.46    | Valeriy Pronkin · Rússia                                                            | 74.29    | Bence Pásztor · Hungria                                                           | 74.06    |
| Lançamento de dardo          | Kacper Oleszczuk · Polónia                                                            | 82.29    | Maksym Bohdan · Ucrânia                                                             | 81.08    | Bernhard Seifert · Alemanha                                                       | 80.57    |
| Decatlo                      | Pieter Braun · Países Baixos                                                          | 8195     | Jorge Ureña · Espanha                                                               | 7983     | Janek Õiglane · Estónia                                                           | 7945     |

Feminino
| Evento                       | Ouro                                                                                      | Ouro      | Prata                                                                                        | Prata    | Bronze                                                                            | Bronze   |
| ---------------------------- | ----------------------------------------------------------------------------------------- | --------- | -------------------------------------------------------------------------------------------- | -------- | --------------------------------------------------------------------------------- | -------- |
| 100 m                        | Rebekka Haase · Alemanha                                                                  | 11.47     | Alexandra Burghardt · Alemanha                                                               | 11.54    | Stella Akakpo França                                                              | 11.55    |
| 200 m                        | Rebekka Haase · Alemanha                                                                  | 23.16     | Anna-Lena Freese · Alemanha                                                                  | 23.22    | Brigitte Ntiamoah França                                                          | 23.49    |
| 400 m                        | Bianca Razor · Roménia                                                                    | 51.31     | Yekaterina Renzhina · Rússia                                                                 | 51.51    | Patrycja Wyciszkiewicz · Polónia                                                  | 51.63    |
| 800 m                        | Renelle Lamote França                                                                     | 2:00.19   | Anastasiya Tkachuk · Ucrânia                                                                 | 2:00.43  | Christina Hering · Alemanha                                                       | 2:00.88  |
| 1.500 m                      | Amela Terzić · Sérvia                                                                     | 4:04.77 , | Sofia Ennaoui · Polónia                                                                      | 4:04.90  | Nataliya Pryshchepa · Ucrânia                                                     | 4:06.29  |
| 5.000 m                      | Liv Westphal França                                                                       | 15:30.61  | Louise Carton · Bélgica                                                                      | 15:32.75 | Viktoriya Kalyuzhna · Ucrânia                                                     | 15:38.38 |
| 10.000 m                     | Jip Vastenburg · Países Baixos                                                            | 32:18.69  | Rhona Auckland · Grã-Bretanha                                                                | 32:22.79 | Alice Wright · Grã-Bretanha                                                       | 32:46.57 |
| 100 m com barreiras          | Noemi Zbären · Suíça                                                                      | 12.71     | Karolina Kołeczek · Polónia                                                                  | 12.92    | Nadine Visser · Países Baixos                                                     | 13.01    |
| 400 m com barreiras          | Elise Malmberg · Suécia                                                                   | 55.88     | Stina Troest · Dinamarca                                                                     | 56.01    | Aurelie Chaboudez França                                                          | 56.04    |
| 3.000 m com obstáculo        | Tuğba Güvenç · Turquia                                                                    | 9:36.14   | Maeva Danois França                                                                          | 9:40.89  | Emma Oudiou França                                                                | 9:44.74  |
| 20 km marcha atlética        | Mariya Ponomaryova · Rússia                                                               | 1:27:17   | Anezka Drahotova · Chéquia                                                                   | 1:27:25  | Lyudmyla Olyanovska · Ucrânia                                                     | 1:28:41  |
| Revezamento 4 x 100 metros   | Alemanha · Amelie-Sophie Lederer · Alexandra Burghardt · Rebekka Haase · Anna-Lena Freese | 43:47     | Itália · Martina Favaretto · Irene Siragusa · Anna Bongiorni · Johanelis Herrera Abreu       | 44:06    | Suíça · Lena Weiss · Sarah Atcho · Charlène Keller · Noemi Zbären                 | 44:24    |
| Revezamento 4 x 400 metros   | Grã-Bretanha · Seren Bundy-Davies · Zoey Clark · Victoria Ohuruogu · Kirsten McAslan      | 3:30:07   | Polónia · Małgorzata Curyło · Martyna Dąbrowska · Adrianna Janowicz · Patrycja Wyciszkiewicz | 3:30:24  | Rússia · Yana Glotova · Yuliya Spiridonova · Tatyana Zotova · Yekaterina Renzhina | 3:30:78  |
| Salto em altura              | Alessia Trost · Itália                                                                    | 1.90      | Nafissatou Thiam · Bélgica                                                                   | 1.87     | Iryna Heraschenko · Ucrânia                                                       | 1.87     |
| Salto com vara               | Angelica Bengtsson · Suécia                                                               | 4.55      | Michaela Meijer · Suécia                                                                     | 4.50     | Natalya Demidenko · Rússia                                                        | 4.35     |
| Salto em distância           | Malaika Mihambo · Alemanha                                                                | 6.73      | Jazmin Sawyers · Grã-Bretanha                                                                | 6.71     | Alina Rotaru · Roménia                                                            | 6.69     |
| Salto triplo                 | Dovilė Dzindzaletaitė · Lituânia                                                          | 14.23     | Elena Andreea Panțuroiu · Roménia                                                            | 14.13    | Tetyana Ptashkina · Ucrânia                                                       | 14.05    |
| Arremesso de peso (6 kg)     | Viktoriya Kolb · Bielorrússia                                                             | 17.47     | Shanice Craft · Alemanha                                                                     | 17.29    | Sara Gambetta · Alemanha                                                          | 16.99    |
| Arremesso de disco (1,75 kg) | Shanice Craft · Alemanha                                                                  | 63.83     | Anna Rüh · Alemanha                                                                          | 61.27    | Kristin Pudenz · Alemanha                                                         | 59.94    |
| Arremesso de martelo (6 kg)  | Alexandra Tavernier França                                                                | 72.50     | Alena Sobaleva · Bielorrússia                                                                | 71.20    | Malwina Kopron · Polónia                                                          | 68.57    |
| Lançamento de dardo          | Christin Hussong · Alemanha                                                               | 65.60     | Kateryna Derun · Ucrânia                                                                     | 58.60    | Liveta Jasiūnaitė · Lituânia                                                      | 55.77    |
| Heptatlo                     | Xénia Krizsán · Hungria                                                                   | 6303      | Lyubov Tkach · Rússia                                                                        | 6055     | Ivona Dadic · Áustria                                                             | 6033     |

## Quadro de medalhas
| Ordem | País          | Medalha de ouro | Medalha de prata | Medalha de bronze | Total |
| ----- | ------------- | --------------- | ---------------- | ----------------- | ----- |
| 1     | Alemanha      | 7               | 4                | 5                 | 16    |
| 2     | França        | 6               | 1                | 5                 | 12    |
| 3     | Rússia        | 4               | 7                | 5                 | 16    |
| 4     | Polónia       | 4               | 5                | 3                 | 12    |
| 5     | Grã-Bretanha  | 3               | 3                | 3                 | 9     |
| 6     | Turquia       | 3               | 0                | 0                 | 3     |
| 7     | Itália        | 2               | 2                | 4                 | 8     |
| 8     | Roménia       | 2               | 1                | 1                 | 4     |
| 9     | Suécia        | 2               | 1                | 0                 | 3     |
| 10    | Países Baixos | 2               | 0                | 1                 | 3     |
| 11    | Espanha       | 1               | 4                | 2                 | 7     |
| 12    | Bulgária      | 1               | 2                | 0                 | 3     |
| 13    | Bielorrússia  | 1               | 1                | 0                 | 2     |
| =14   | Hungria       | 1               | 0                | 2                 | 3     |
| =14   | Eslovênia     | 1               | 0                | 1                 | 2     |
| =16   | Lituânia      | 1               | 0                | 1                 | 2     |
| =16   | Suíça         | 1               | 0                | 1                 | 2     |
| =18   | Croácia       | 1               | 0                | 0                 | 1     |
| =18   | Sérvia        | 1               | 0                | 0                 | 1     |
| 20    | Ucrânia       | 0               | 3                | 5                 | 8     |
| 21    | Chéquia       | 0               | 3                | 1                 | 4     |
| 22    | Bélgica       | 0               | 3                | 0                 | 3     |
| 23    | Dinamarca     | 0               | 1                | 1                 | 2     |
| =24   | Finlândia     | 0               | 1                | 0                 | 1     |
| =24   | Israel        | 0               | 1                | 0                 | 1     |
| =24   | Luxemburgo    | 0               | 1                | 0                 | 1     |
| =27   | Áustria       | 0               | 0                | 1                 | 1     |
| =27   | Estónia       | 0               | 0                | 1                 | 1     |
| =27   | Geórgia       | 0               | 0                | 1                 | 1     |
|       | Total         | 44              | 44               | 45                | 133   |

## Participantes por nacionalidade
Um total de 986 atletas de 46 países participaram do campeonato.
- Arménia (1)
- Áustria (6)
- Azerbaijão (3)
- Bielorrússia (23)
- Bélgica (25)
- Bósnia e Herzegovina (3)
- Bulgária (8)
- Croácia (10)
- Chipre (8)
- Chéquia (32)
- Dinamarca (4)
- Estónia (17)
- Finlândia (38)
- França (51)
- Grã-Bretanha (36)
- Geórgia (7)
- Alemanha (69)
- Grécia (11)
- Hungria (27)
- Islândia (4)
- Irlanda (14)
- Israel (15)
- Itália (73)
- Letónia (15)
- Lituânia (20)
- Luxemburgo (5)
- Macedónia do Norte (1)
- Malta (1)
- Moldávia (2)
- Montenegro (2)
- Países Baixos (32)
- Noruega (25)
- Polónia (56)
- Portugal (22)
- Roménia (32)
- Rússia (58)
- San Marino (1)
- Sérvia (8)
- Eslováquia (6)
- Eslovénia (12)
- Espanha (41)
- Suécia (38)
- Suíça (17)
- Turquia (18)
- Ucrânia (37)

Legenda
| Recorde mundial       | Recorde mundial (World record)               |                       | Recorde africano                      | Recorde africano (African) |                                           | Q | Classificado por posição (Qualified) |
| Recorde do campeonato | Recorde do campeonato (Championship record)  | Recorde da América    | Recorde da América (Americas)         | q                          | Classificado por melhor tempo (Qualified) |   |                                      |
| Melhor marca do ano   | Melhor marca do ano (World leading)          | Recorde asiático      | Recorde asiático (Asian)              | DNS                        | Não largou (Did not start)                |   |                                      |
| Recorde nacional      | Recorde nacional (National record)           | Recorde europeu       | Recorde europeu (European)            | DNF                        | Não terminou (Did not finish)             |   |                                      |
| Recorde pessoal       | Recorde pessoal do atleta (Personal best)    | Recorde da Oceania    | Recorde da Oceania (Oceania)          | DSQ / DQ                   | Desclassificado (Disqualified)            |   |                                      |
| Recorde da temporada  | Recorde da temporada do atleta (Season best) | Recorde sul-americano | Recorde sul-americano (South America) | NM                         | Sem marca (No mark)                       |   |                                      |